# ام۵۱ (موشک)

موشک ام۵۱ (به فرانسوی: Missile M51) نوعی موشک بالستیک قاره‌پیمای مبتنی بر زیردریایی دریاپایه فرانسوی با موتور سوخت جامد سه مرحله‌ای است که از زیردریایی موشک بالستیک شلیک می‌شود. این موشک برای استفاده زیردریایی‌های هسته‌ای نیروی دریایی فرانسه و جایگزینی موشک بالستیک ام۴۵ ساخته شده است. نخستین آزمایش موفق ام۵۱ در سال ۲۰۰۶ انجام شد  و از سال ۲۰۱۰ به خدمت نیروی دریایی فرانسه در آمد.
موشک ام۵۱، حدود ۵۲ تن وزن دارد و قابلیت حمل  ۶ تا ۱۰ کلاهک گرماهسته‌ای تی‌ان-۷۵ با قابلیت هدف‌گیری مستقل چندگانه را دارد. برد این موشک‌ها اگر چه جزو اسرار نظامی تلقی شده اما بسته به وزن و تعداد کلاهک بکارگرفته چنین ارزیابی شده است: چهارده هزار کیلومتر در صورت حمل تنها یک کلاهک تی‌ان-75 و شش هزار کیلومتر در صورت حمل شش کلاهک تی‌ان-75 که در مجموع هزار و چهارصد کیلوگرم وزن دارند.